# Mutzschen

Lage von Mutzschen im Landkreis Leipzig

Mutzschen ist eine ehemalige Ackerbürgerstadt im Osten des sächsischen Landkreises Leipzig in Sachsen. Sie gehört zur Stadt Grimma.

## Geographie
Mutzschen liegt 14 km östlich von Grimma und ca. 17 km westlich von Oschatz entfernt. Es liegt südlich des Wermsdorfer Forstes in einer teichreichen Gegend am Nordrand des Mittelsächsischen Hügellandes. Das Mutzschener Wasser durchquert die Stadt.

## Wirtschaft
Das Gewerbegebiet Mutzschen ist voll erschlossen und liegt verkehrsgünstig mit eigener Autobahnanschlussstelle Nr. 32 / Mutzschen an der A 14 zwischen Leipzig und Dresden. Mutzschen war eine der kleinsten Städte Sachsens, es bietet von der Infrastruktur her alle Funktionen eines Kleinzentrums. Über weiterführende Schulen und die Versorgungseinrichtungen eines Mittelzentrums verfügt das 15 Autominuten entfernte Grimma.

## Verkehr
Mutzschen liegt im Verbundgebiet des Mitteldeutschen Verkehrsverbundes und ist durch die Regionalbus Leipzig mit einer PlusBus- sowie einer weiteren Regionalbuslinie angebunden.
Die B 6 verläuft nördlich. Die südlich verlaufende A 14 ist über den Anschluss Mutzschen (3 km) zu erreichen. 30 Minuten PKW-Fahrzeit ist es bis zum Flughafen Leipzig/Halle.

## Ortsnamenformen

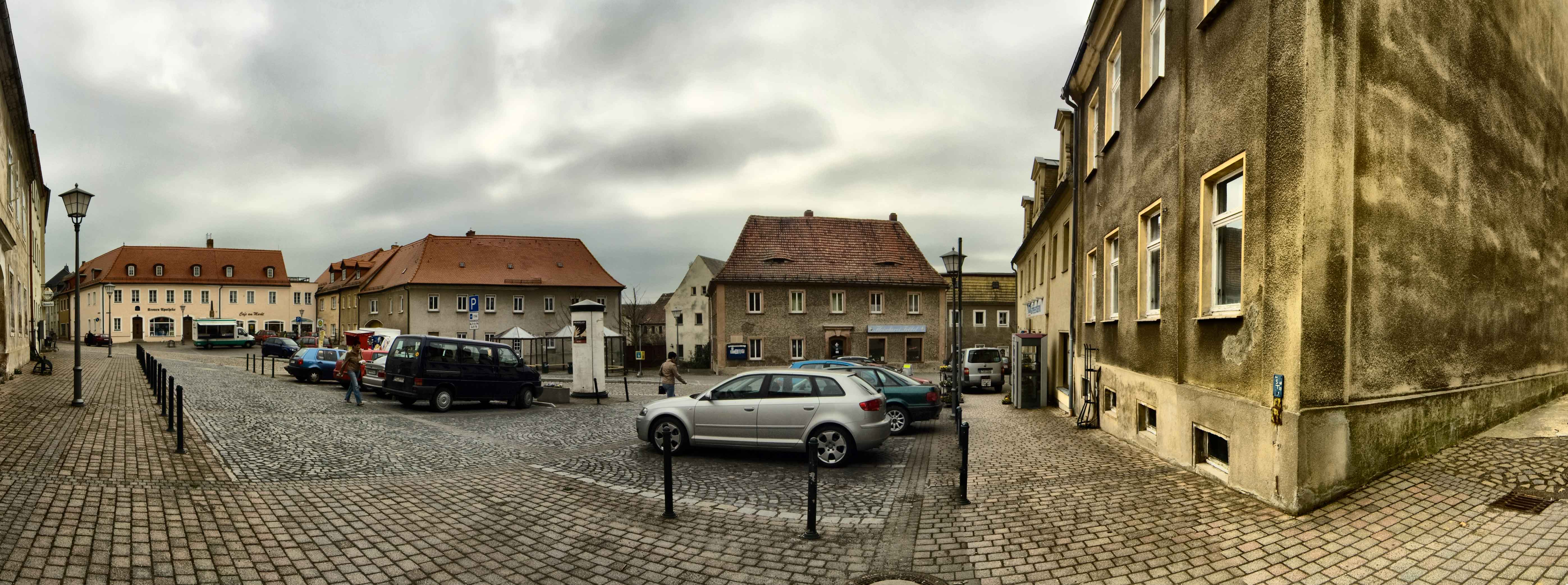
Der Marktplatz (2011)

- 1081: Musitscin
- 1206: Cunradus de Mutsin
- 1291: Mutschin
- 1341: Muzin
- 1384: Muczschyn
- 1495: Motzschen
- 1525: Mutzschen

## Namensdeutung
Die Erwähnung des quarum prima Musitscin kann hinweisen auf die mysbcani, das sind die Leute auf der kleinen hervorragenden Höhe, welche von einem Wasser umflossen wird. Die heutige Bezeichnung Mutzschener Wasser ist ein Hinweis auf den verschwundenen Fluss Orechnovna, der dem Muldesystem zuzuordnen war. Daher ist das im Wortgebrauch steckende Verständnis der deutschen Kolonisten über die Ur-Semantik der altslawischen Orts- und Flurnamen, die sonst eher typische slawische Gewässerzuordnung, hier in der deutschen Bezeichnung Mutzschener Wasser tradiert.

## Wappen
Zu sehen sind zwei silberne, viereckige Türme mit rotem Zwiebeldach, dazwischen steht ein hoher silberner Turm mit spitzem Dach in blauem Feld. Die Farben wurden von Amts wegen festgelegt. Der Eingang des mittleren Turmes wird verdeckt durch einen roten Schild mit silbernem Löffler. Dieser ist seit 1872 der Bezug auf die teich- und fischreiche Umgebung um Mutzschen, der Rest des Wappens sind ein reines Phantasieprodukt der damaligen Siegelschneider.

## Ortsteile
- Mutzschen
- Gastewitz
- Göttwitz
- Böhlitz
- Jeesewitz
- Köllmichen
- Prösitz
- Roda
- Wagelwitz
- Wetteritz

## Geschichte

### Ur- und Frühgeschichte
Das heutige Stadtgebiet wurde bereits in der frühen Bronzezeit besiedelt. Auf dem Sporn, auf dem heute das Schloss steht, wurde eine befestigte Siedlung der Aunjetitzer Kultur errichtet, die zu den ganz wenigen bekannten Anlagen dieser Art nördlich der Mittelgebirge gehört. Am Doktorteich (im zu Wurzen gehörenden Sachsendorf) sind Reste eines ausgedehnten Hügelgräberfeldes erhalten.

### Früh- und Hochmittelalter
Im 8. Jahrhundert wurde das Gebiet von slawischen Gruppen besiedelt, die ab dem 9. Jahrhundert Burgen auf dem Mutzschener Schlossberg und oberhalb von Köllmichen auf der Alten Schanze anlegten. Mit der Eingliederung der Gebiete zwischen Saale und Elbe unter den Königen Heinrich I. und Otto I. in das Ostfrankenreich wurde im Gebiet um Mutzschen vermutlich ein Burgward eingerichtet, dessen Zentrum als Sitz der Herrschaft und der Verwaltung in der Region in Mutzschen oder auf der Alten Schanze lag. In der historischen Forschung wird davon ausgegangen, dass an der Stelle der heutigen Stadtkirche in der ehemaligen Vorburg in der zweiten Hälfte des 10. Jahrhunderts bzw. in der Zeit um 1000 die Kirche des Burgwardes errichtet wurde. Im Jahr 1081 schenkte König Heinrich IV. seinem Getreuen Chitele die drei Dörfer (villae) Mutzschen (Musitscin), Böhlitz (Beliz, heute Ortsteil der Stadt Grimma) und Mehlis (Milus, Wüstung zwischen Böhlitz und Prösitz) nebst allem Zubehör und allen Einkünften zu freiem Eigen, sowie den zu Mutzschen gehörenden Wald innerhalb angegebener Grenzen im Gau Chutizi in der Grafschaft Ekberts, wie aus einer am 18. März 1081 in Regensburg ausgestellten Urkunde hervorgeht. Mit dieser Krongutschenkung wird die Grundlage für eine räumlich begrenzte allodiale Grundherrschaft südlich des Wermsdorfer Forstes geschaffen. Der Wald gehörte später als Mutzschener Heide oder Wermsdorfer Forst stets zur Herrschaft Mutzschen. Die weilerartige Siedlung, die wohl schon im 9./10. Jahrhundert entstanden war, wird am südlichen Ende der Stadt im Bereich zwischen Töpfermarkt und der Brücke über das Mutzschener Wasser lokalisiert. An dieser Stelle zeigt der Stadtgrundriss ziemlich unregelmäßige Grundstücke und Häusern, wie sie für die Niederlassungen der Slawen im frühen Mittelalter typisch waren.

### Stadtentstehung

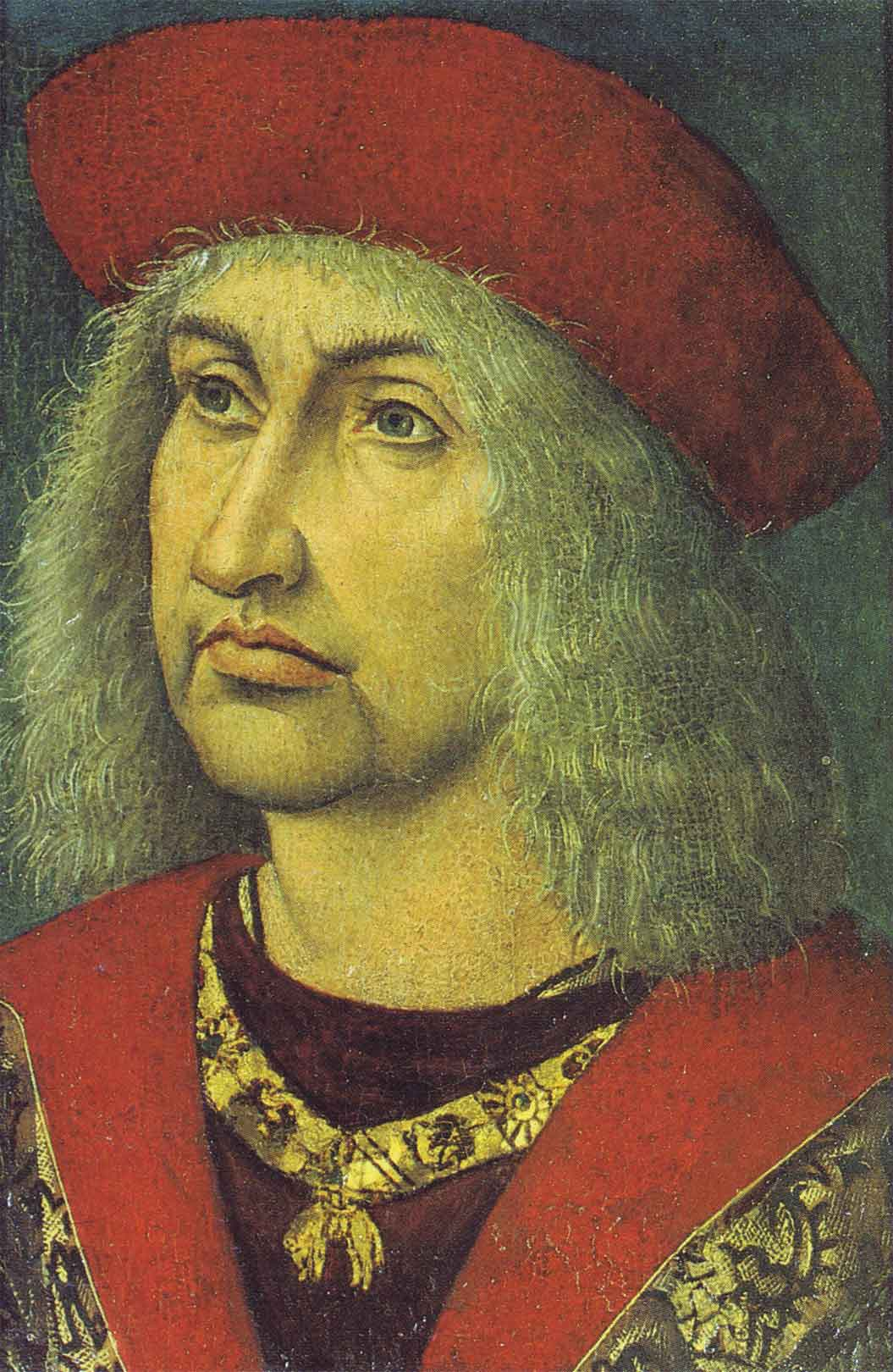
Albrecht der Beherzte

Im Jahr 1206 wird erstmals ein Konrad von Mutzschen (Cunradus de Mutsin) als Zeuge in einer Urkunde genannt. In Verbindung mit Döben und Luppa (Wermsdorf) ist Konrad von Mutzschen ein Edelfreier und damit ein Hinweis auf ältere Wurzeln in dieser Region, als es die Urkunden überliefern können. Das edelfreie Geschlecht starb Ende des 13. Jahrhunderts bereits im Mannesstamm aus bzw. wanderte in die Oberlausitz ab. Wohl um 1290, sicher aber noch vor 1308 erwarben die Burggrafen von Leisnig Burg und Herrschaft Mutzschen. In einer Urkunde von 1308 nennen sie Mutzschen erstmals castrum nostrum. Die Stadt Mutzschen besteht aus zwei breiten Hauptstraßen, der Ost-West-ausgerichteten Obergasse und der nord-südlich verlaufenden Untergasse, die östlich der Stadtkirche an dem unregelmäßig viereckigen Markt zusammentreffen. Anhand des Straßenverlaufes und der im Grundbuch aus dem Jahr 1848 dokumentierten Abgabenverhältnisse wurde eine Theorie der Stadtentstehung in zwei Schritten entwickelt. In einer ersten Stufe sei in den Jahrzehnten von 1100 bis 1150 oberhalb der älteren Ansiedlung eine Siedlung entlang der Untergasse und um den Töpfermarkt als vermutlich frühester Markt mit der für solche typischen langgestreckten Form entstanden. In einer zweiten Stufe, um 1150 setzt, sind dann die planmäßig angelegten Güter an der Obergasse angelegt worden.

### Spätes Mittelalter
Zum Jahr 1341 ist mit der Nennung eines plebanus erstmals ein Ortspfarrer und damit eine Pfarreiorganisation beurkundet. 1350 wird Mutzschen als oppidum bezeichnet. In der betreffenden Urkunde wurde ihr zugleich ein Dienstags-Wochenmarkt und Braurechte verliehen. Um 1400 wechselte die Burg in den Besitz der Familie von Starschedel. Mutzschen blieb jedoch, ähnlich wie Trebsen und Nerchau, eine Minderstadt, die die im Mittelalter üblichen städtischen Freiheiten nicht erlangen konnte. Der Stadtrichter zur Verwaltung der Stadt wurde vom Grundherrn eingesetzt, Bürgermeister und Rat gab es im Mittelalter und der frühen Neuzeit nicht. Eine geschlossene Stadtmauer hat ebenfalls nicht bestanden. Nach der Rückkehr 1476 als Begleiter von Albrecht dem Beherzten von einer Pilgerreise gründete Heinrich von Starschedel an der Stadtkirche ein Kloster der Marienknechte oder Serviten, die auch die Pfarrstellen von Mutzschen, Wermsdorf und Fremdiswalde innehatte. In dem Zusammenhang wurde die Kirche ausgebaut und ein kleiner Kreuzgang errichtet. Mit der Säkularisation 1530 ging das Servitenkloster, das angeblich für einige Monate Thomas Müntzer beherbergt haben soll, bereits wieder ein.

### Neuzeit
1523 wird Mutzschen erneut als Städtchen bezeichnet, für 1544 ist die Verleihung verschiedener städtischer Privilegien urkundlich belegt, was allgemein mit der Verleihung des Stadtrechtes verbunden wird. Im Jahr 1551 umfasste das Städtchen 28 Güter und 38 Häuser, die Zahl der Einwohner dürfte etwa 400 betragen haben. Kurfürst August von Sachsen erwarb 1565 die Burg, Rittergut und Ort. Bereits 1556 hatten die Herren von Starschedel Wermsdorf an den Kurfürsten verkauft, so dass dieser nun seine Herrschaft über den Wermsdorfer Forst voll verwirklichen konnte. Mutzschen wurde zum Zentrum und Sitz des bis 1856 bestehenden Amtes Mutzschen. Das Dorf Wermsdorf gehörte zum Amt Mutzschen, deswegen wurde 1681 der Amtssitz dorthin verlegt, als die Stadt Mutzschen durch einen Stadtbrand vollständig zerstört worden war. Erst um 1600 entstand die Friedhofskirche am östlichen Ausgang der Stadt. In den Landsteueranschlägen von 1661 und 1667 umfasste Mutzschen 32 Güter, davon 6 im Besitz von Pferdnern (Fuhrleute) und 26 von Hintersassen. Dazu kamen bereits 72 Häusler, was auf eine nicht unerhebliche Zunahme der Bevölkerung schließen lässt. 1688 gab es neben den hufenbesitzenden Gütern vier Schuster, vier Leineweber, drei Töpfer, drei Tagelöhner, je zwei Fleischer, Bäcker, Böttger, Glaser und Zimmerleute und je einen Schmied, Sattler, Seiler und Maurer, ein Häusler war Soldat. In den Jahren 1637, 1681, 1685 und 1724 verwüsten große Brände die Stadt. Die schlichten Wohnhäuser am Markt stammen daher im Wesentlichen aus dem 18. Jahrhundert und wurden im Barockstil errichtet. Wegen des einheitlichen Aufbaues und kaum erfolgter Veränderungen wurde der Markt unter Denkmalschutz gestellt. In den Jahren 1831 bis 1834 gelang den Einwohnern der Loskauf von Frondiensten. 1849 wollten sich Mutzschener Turner an der Revolution von 1848/49 beteiligen, kamen aber zu spät und wurden trotzdem nach ihrer Rückkehr bestraft. Die 1847 mitgeführte Turnerfahne hängt heute im Stadtmuseum. 1888 wurde die Schmalspurbahn Mügeln–Neichen, der sogenannte „Wilde Robert“, mit einem Bahnhof in Mutzschen in Betrieb genommen. Im Ersten Weltkrieg verlieren achtzig Mutzschener ihr Leben. Der Zugverkehr nach Mutzschen wurde 1970 eingestellt. Spätestens seit der Neuzeit dienten die relativ dicken Lößlehmschichten vor der Stadt als Materialgrundlage für zahlreiche Töpferei- und Ofenbaubetriebe. Eine Porzellanfabrik in Mutzschen stellte zunächst Biskuitporzellan her und stellte sich später auf technische Keramik, insbesondere Isolatoren, um. Durch den Lehmabbau, der teilweise auch untertage erfolgte, entstanden die zahlreichen, mitunter mehretagigen tiefen Keller und sogenannten „Höhler“. Über etwa 100 Jahre lebten einige Familien von der Zigarrenherstellung. Von den Zerstörungen der beiden Weltkriege blieb Mutzschen weitgehend verschont. An den Kosten der in der allgemeinen Euphorie der Wende zahlreich erschlossenen 17,8 ha großen Gewerbeflächen hat die Stadt bis heute finanziell schwere Lasten zu tragen. Zumal dieses nie vollständig genutzt wurden. Nach der Wende versuchte der Alteigentümer und Verwalter der von den Stalinisten enteigneten privaten Emil Naumannschen Familienstiftung sein Eigentum zurückzubekommen und beschuldigte die Stadt öffentlich der Hehlerei. Die lebensfremden Hoffnungen der Stadt Mutzschen auf den millionenschweren Ölscheich und andere Wunschgedanken, bzw. mit dem nach 1945 geraubten Eigentum einen hohen Verkaufserlös zu erzielen und damit die klamme Stadtkasse zu füllen, erfüllte sich nie. Das leere und ungenutzte Schloss verkam nach jahrelangen Unterlassungen immer mehr zur Ruine. Der von der Stadt 1998 entworfene Flächennutzungsplan wurde 2002 durch den Freistaat Sachsen genehmigt. 2009 siegte Mutzschen in einem sächsischen Landeswettbewerb und wurde schlaueste Stadt Sachsens. 2010 wurde auf dem Markt die große mittelalterliche Trinkwasserzisterne, welche von einem Wiesengebiet am Böhlitzer Weg, genannt Langhan, gespeist wurde, bei Pflasterarbeiten verfüllt. Bis in die 1990er Jahre wurde die Zisterne als Löschwasserspeicher genutzt. In einer Entscheidung durch das Kultusministerium sollte nach der Schließung der Mittelschule 2004 auch 2011 die Grundschule geschlossen werden. Der Bürgermeister Carsten Graf dazu öffentlich: Wir hatten immer geglaubt, Mutzschen sei Pilotprojekt für die Abwasserbeseitigung. In Wirklichkeit sind wir seit 20 Jahren ein entsprechendes Projekt für die Entsorgung einer ganzen Stadt!
Zum 1. Januar 2012 wurde Mutzschen in die Große Kreisstadt Grimma eingemeindet.

#### Die Mutzschener Pietisten
Missstände im kirchlichen Leben, unsicherer Gebrauch der Messen, ungeistliches Auftreten der Pfarrer förderten um 1731 die Ausbreitung des Separatismus um den Chirurgen Samuel Siegfried in der evangelisch-lutherischen Kirche. So gab es 1740 dreißig sogenannte Pietisten in Mutzschen. Dazu zählten Handwerker und Handelsleute. Obwohl die für Mutzschen zuständigen Superintendenten aus Grimma und die vor Ort immer wieder neu eingewechselten Ortsgeistlichen mit seelsorgerischem Ernst auf die Vorwürfe reagierten, gelang es diesen nicht, die separatistischen Anhänger Siegfrieds zur Teilnahme an Gottesdiensten und Abendmahl zu bewegen. Auch härtere Maßnahmen, wie die Beschlagnahmung von verdächtigen Büchern oder die Drohung einer Ausweisung hatte keinen Erfolg. Dabei engten das Desinteresse am Geschehen des Dresdner Hofes und die Duldung durch das Oberkonsistorium den Handlungsspielraum des örtlichen Pfarrers enorm ein. Lediglich die Aufklärung verhinderte eine weitere Ausbreitung dieser neuen Form des Protestantismus innerhalb der evangelisch-lutherischen Kirche.

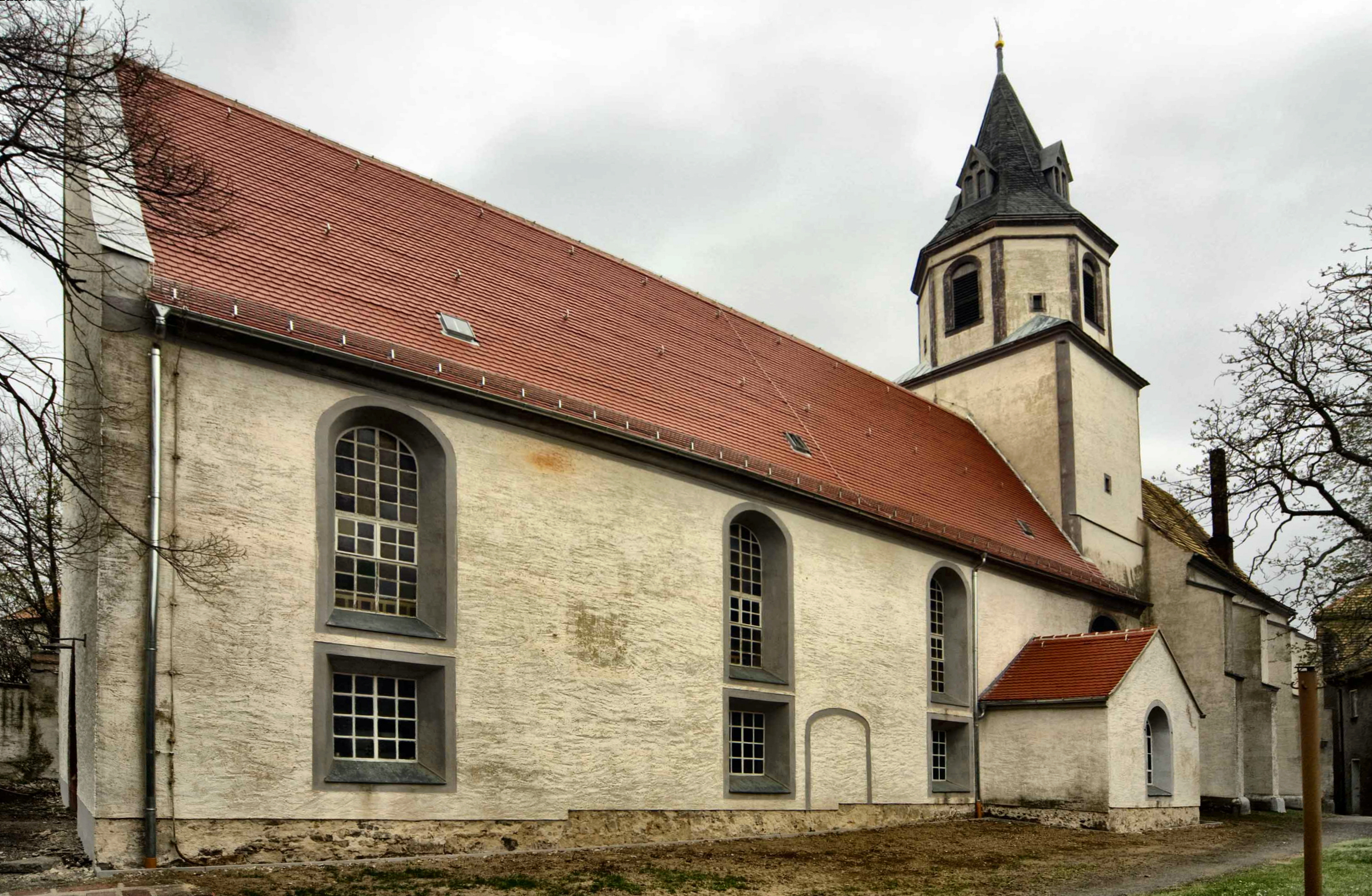
Heutige evangelisch-lutherische Stadtkirche (2011)

## Kirche
Die 1250 begonnene Stadtkirche Mutzschens wurde 1490 durch eine Stiftung von Heinrich von Starschedel zum Kloster des Marien-Serviten-Ordens umgebaut. Die Klostergebäude wurden an die Kirche angebaut, ein Kreuzgang führte vom neuen Nordportal am Turm um den Klosterhof. Aus dieser Zeit ist das Portal von 1490 am Westgiebel erhalten. Im Dreißigjährigen Krieg wurde die Kirche beschädigt, 1834 und nach 1940 umgestaltet. Die Orgel mit 21 Registern wurde von Paul Schmeisser 1898/99 erbaut. Weil 1940 ein zusammengerutschter unterirdischer Gang zu einem Einsturz führte, musste der Chorraum vom Schiff abgetrennt werden. Den Flügelaltar stiftete und schuf 1959 bis 1962 der Münchner Akademieprofessor Charles Crodel. 2001 erfolgte die Innenrenovierung, wobei die Kirche eine neue Kassettendecke erhielt.

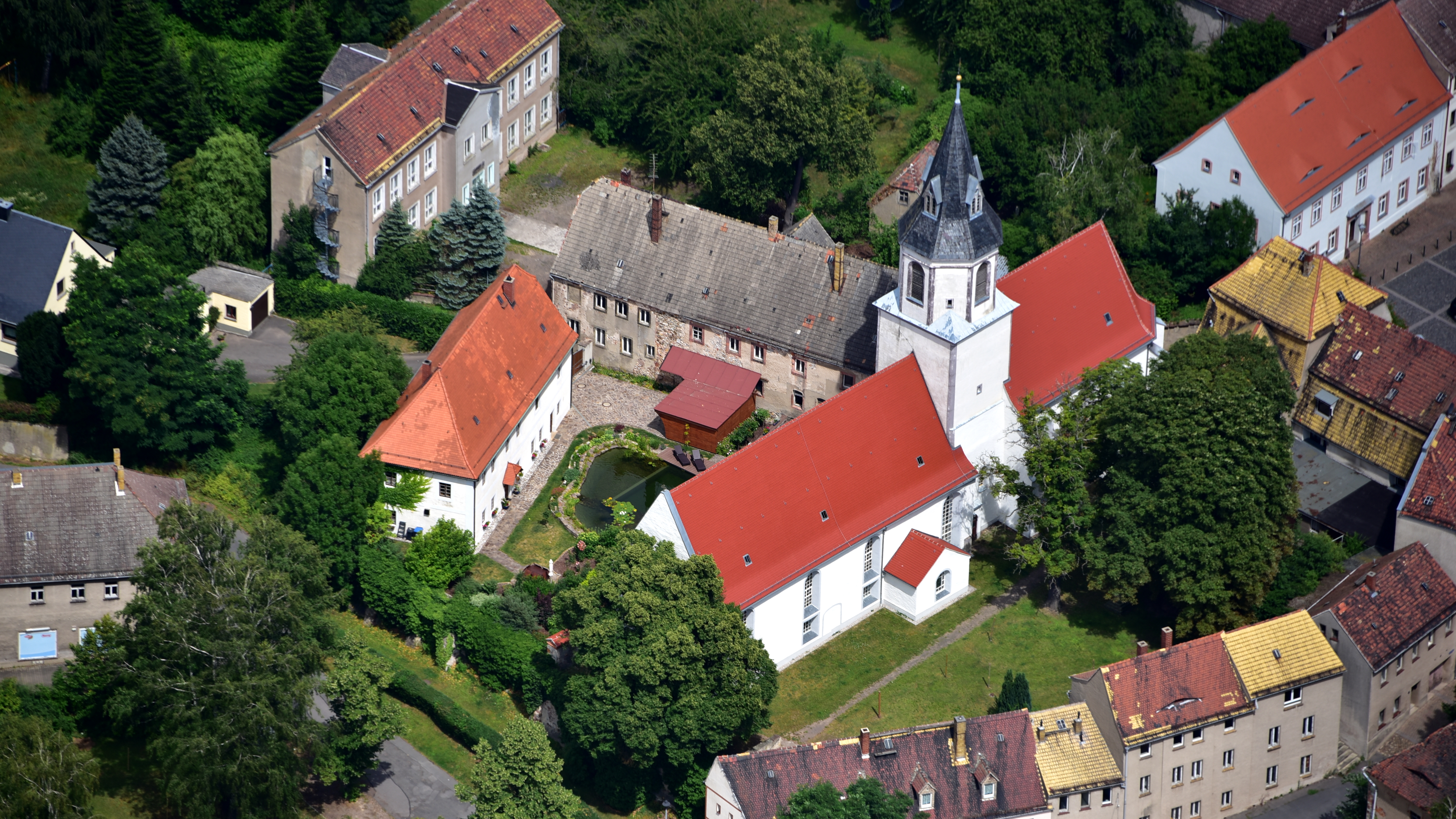
Evangelisch-lutherische Stadtkirche, Luftaufnahme (2017)

### Friedhofskirche
Die von Tham Pflug 1599 gestiftete Friedhofskirche besteht aus einem kleinen flachgedeckten Saal mit dreiseitigem Ostabschluss. Das Dach wird von einem Dachreiter bekrönt. Von der Innenausstattung sind neben der schlichten Empore die auf 1602 datierte Kanzel und der kleine Flügelaltar mit dem Epitaph von B. Kesler (gest. 1608) sowie das Johann Heinrich Böhme dem Älteren zugeschriebene Holzkruzifix (1660–1670) zu erwähnen.

### Franzosengrab am Lindigt
In unmittelbarer Nähe des Horstsees, einer der Wermsdorfer Teiche, liegt als Ausläufer des Wermsdorfer Forstes, ein Wäldchen, was das Lindigt genannt wird. Hier wölben sich mehrere größere und kleinere Hügel, dazwischen ist ein unscheinbarer Gedenkstein, welcher von einer großen Linde beschattet wird. Auf diesem steht: Den Hier Ruhenden Kriegern von 1813 Die K.S.Mil<?>tärvereine Wermsdorf und Mutzschen. Es ist ein Massengrab mit mehr als 10.000 Toten, gefallen in der Großen Völkerschlacht bei Leipzig. Hauptsächlich waren es Franzosen, daher der Name.

## Landwirtschaft

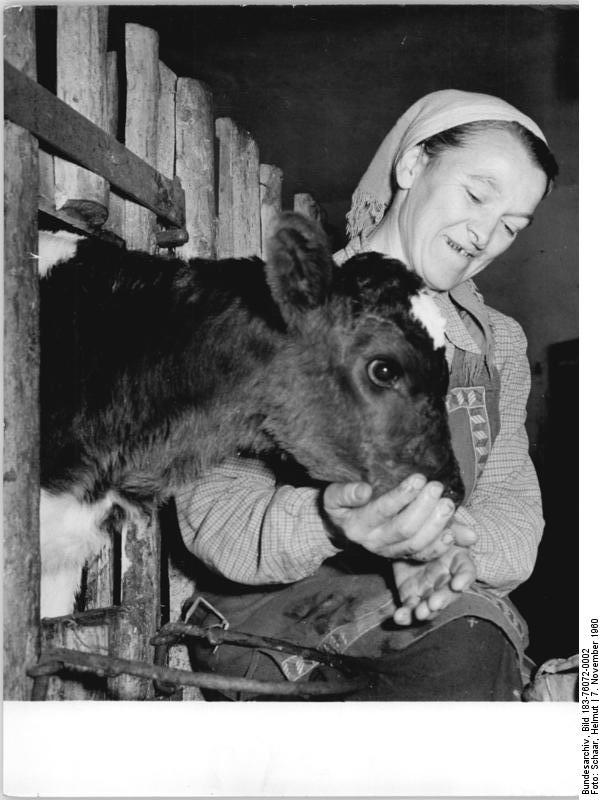
Die Mutzschener LPG-Bäuerin Frida Pelz im Kälberkombinat der LPG Rotes Banner am 7. November 1960

### LPG Rotes Banner
Die LPG Typ III Rotes Banner wurde 1953 gegründet. Anlässlich des 6. Deutschen Bauernkongresses in der DDR verpflichtete sich die LPG, den vorgegebenen Staatsplan bis zum 8. Dezember 1960 vorfristig zu erfüllen. Bis Ende des Jahres wurden somit 30 dt Schwein, 30 dt Rind, 4 dt Geflügel sowie 30.000 kg Milch produziert. Mit dem Wiederanstau des Göttwitzer See verlor die LPG 65 Hektar Grünland. Der LPG-Bereich Nerchau-Mutzschen mit 600 Arbeitskräften verfügte ab 1978 über 5.000 Hektar Land, 3.500 Rinder, 15.000 Schweine und 1.000 Schafe.

## Publikationen
Die Stadt Mutzschen veröffentlichte ihre amtlichen Informationen in der Zeitschrift der Heimatbote als Amtliches Mitteilungsblatt der Stadt Mutzschen mit ihren Ortsteilen Gastewitz, Göttwitz, Jeesewitz, Köllmichen, Prösitz, Roda, Wagelwitz und Wetteritz.

## Wirtschaft

### Velisco
Das Unternehmen Velisco, ein Hersteller von Geflügelfleischprodukten, hat in Mutzschen einen Standort. Der Velisco-Schlachtbetrieb meldete 2014 Insolvenz an.

### Eskildsen
siehe hierzu Eskildsen

## Persönlichkeiten
| Name                       | Lebenszeitraum | Beziehung zu Mutzschen |
| -------------------------- | -------------- | --- |
| Albrecht II. von Mutzschen | (?–1266)       | Bischof von Meißen |
| Paul Gotthelf Kummer       | (1750–1835)    | Gründer der ersten deutschen Buchhändlervereinigung und des Börsenvereins der Deutschen Buchhändler, Herausgeber der Gesamtausgabe des Schriftstellers August von Kotzebue |
| Conrad Bursian             | (1830–1883)    | Philologe und Archäologe |
| Karl Heinrich Gruner       | (1833–1906)    | Geburtsort, Bauingenieur, Firmengründer Gruner&Sohn, heute Gruner AG, lebte in Basel.                                                                                      |
| Mori Ogai                  | (1862–1922)    | Schriftsteller und Goethe-Übersetzer, lebte in Mutzschen und schrieb darüber                                                                                               |
| Reinhold Max Eichler       | (1872–1947)    | Maler |
| Wilhelm Fränkel            | (1874–?)       | Geburtsort, Architekt in Düsseldorf und Hamburg |
| Rudolf Berger              | (1917–2016)    | Storchenvater und Ehrenbürger |

## Sehenswürdigkeiten

### Stadtkern
Markt mit kursächsischer Postdistanzsäule. Die 1981 aufgestellte Nachbildung der Distanzsäule aus Sandstein steht an der Südostecke des Marktplatzes vor der Kronenapotheke. Der Schriftblock enthält Inschriften mit Entfernungsangaben in Wegstunden (1 St. = 4,531 km). Auf allen vier Seiten sind zudem das Posthorn und die Jahreszahl 1723 eingemeißelt. Ein halbiertes und stark verwittertes Reststück der originalen Säule wird heute im Heimatmuseum aufbewahrt.

### Schloss Mutzschen
siehe hierzu Schloss Mutzschen

### Stadtmuseum Mutzschen
siehe hierzu Stadtmuseum Mutzschen

### Leuchtturm
Der 2016 von dem polnischen Künstler Mateusz Grobelny geschaffene Leuchtturm ist ein Kunstprojekt innerhalb des Netzwerkes Via Regia Sculptura, das das Künstlergut Prösitz seit 2009 verantwortet.

### Storchenchronik
Seit 1968 führt Rudi Berger die Chronik der Mutzschener Weißstörche und zählte bis 2007 87 Störche.

### Der Groschenfund zu Mutzschen
Im Winter 1973 wurde im Stadtkern in einem Haus neben der Apotheke am Markt eine Garage gebaut. Aus dem alten Wirtschaftsgebäude beförderten die Arbeiter der Baubrigade Manfred Lötzsch mit ihren Spitzhacken aus 2,30 m Tiefe drei unansehnliche Gefäße zutage. Diese enthielten einen der bedeutendsten Münzfunde Sachsens: 550 Jahre alte Meißener und Prager Groschen, welche im damaligen Fachwerkhaus mit Bruchsteinfundament in der hinteren Ecke im Lößlehmfußboden des Hauses vergraben worden waren. Darüber befand sich eine dicke Brand- und Zerstörungsschicht aus der Zeit der Hussitenverwüstungen um 1429. Der Hausherr kam dabei sicher ums Leben oder starb später an der Pest, denn er hätte sonst sein Geld wieder ausgegraben. Auch sein Haus wurde nie wieder aufgebaut. Bis zu den Bauarbeiten für die Garage befand sich an dieser Stelle ein Garten. Der Meißner Groschen löste seit Mitte des 14. Jahrhunderts die alte Brakteatenprägung ab. Die gefundenen Münzen besaßen drei Zentimeter Durchmesser und ihr Gewicht schwankte zwischen 2,54 und 3,09 Gramm. In der Brandschicht wurden auch Reste des Hausrates gefunden, so Tongeschirr, ein großer Kupferkessel, sowie landwirtschaftliche Eisengeräte, eine Breithacke und zwei Pflugeisen. Ein Teil der Münzen und Informationen zum Fund sind im Stadtmuseum zu sehen.
Auf dem Friedhof steht eine mächtige Robinie, die zu den ältesten und prächtigsten Bäumen dieser Art in Deutschland gehört.

### Mutzschener Diamanten
Siehe hierzu den Artikel Mutzschener Diamanten

### Deutsches Spielschiff-Museum
Im etwa 300 Jahre alten Gebäude des historischen Kantorats des Serviten-Klosters am Marktplatz 16, das seit 2019 auf Initiative von Claude Bernard und seiner Frau Annett mit EU-Fördermitteln saniert wurde, eröffnete im Sommer 2021 das erste europäische Spielschiffmuseum und präsentiert über zwei Etagen auf einer Fläche von 600 m² aus einer Sammlung von ca. 1700 Spielschiffen 350 ausgewählte Modelle. Solche Spielschiffe – vom Kanu bis zum Frachter, darunter viele Segelboote – wurden vor allem im fränkisch-thüringischen Sonneberg sowie in Frankreich und England von 1780 bis in die Gegenwart produziert.

### In der Umgebung
- Das Schloss Hubertusburg, bekannt für den Hubertusburger Frieden, und ein Jagdschloss befinden sich im benachbarten Erholungsort Wermsdorf.
- Wermsdorf ist auch der Namensgeber für den Wermsdorfer Forst, das ehemalige Hofjagdrevier des sächsischen Königs.

## Vereine

### Spielmannszug Mutzschen
Der Spielmannszug wurde 1922 gegründet. Ab 1939 bis 1945 wurde ein Auftrittsverbot erteilt. 1947 wurde wieder mit dem Übungsbetrieb begonnen. Der Zug besteht aus 40 aktiven Mitgliedern. Das Repertoire reicht von Marschmusik bis hin zu Unterhaltungstiteln und lateinamerikanischen Rhythmen. Nachwuchs rekrutiert sich der Verein aus einem eigenen Nachwuchsspielmannszug. 2008 traten aus dem Zug eine Reihe Trommler hervor, welche eine eigene Drumshow aufführten. Um stetigen Nachwuchs zu bekommen, hat der Verein mit den Schulen in der Umgebung das Projekt Musifanten ins Leben gerufen.

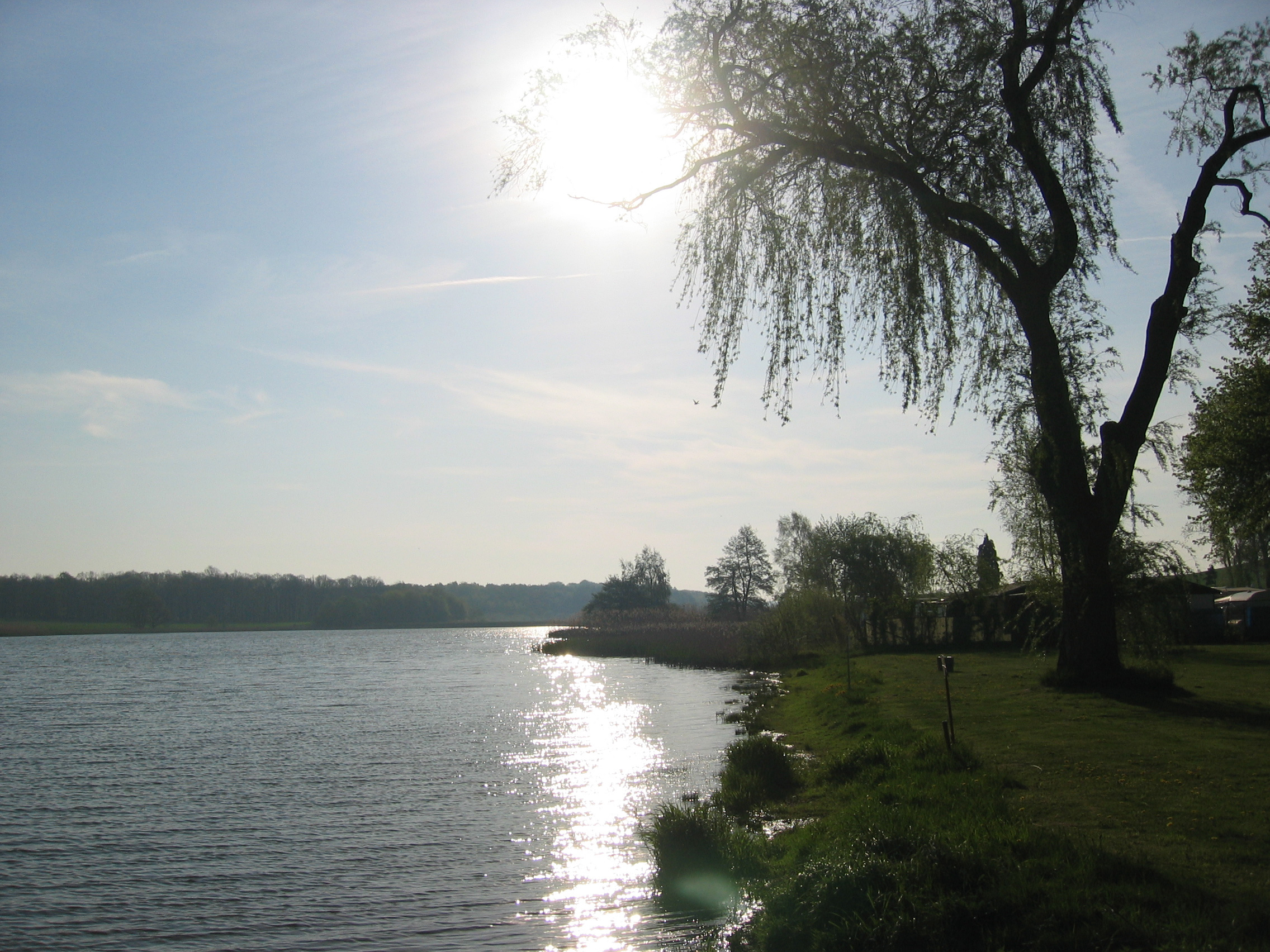
Am Naturbad Mutzschen-Roda am 1. Mai 2004

### Verein der Campingfreunde Mutzschen-Roda
1927 wurde am Langen Rodaer See das Naturbad Mutzschen-Roda gegründet. Ab 1960 gab es am Naturbad einen Zeltplatz. 1999 übergab die Stadt Mutzschen den Dauercampern die Anlage, damit sie diese in Eigenregie weiterführen konnten. Daraus gründete sich im gleichen Jahr der Verein der Campingfreunde Mutzschen-Roda.

### Boxen Mutzschen seit 1948 SVEinheitMutzschen
1948 wurde der Boxverein gegründet. Er führt regelmäßig das Manfred Bergmann Gedenkturnier zum Gedenken an den Mutzschener Boxer durch. 2010 war der Verein Sachsenmeister zum vierten Mal in Folge.

### Freunde der Spielschiffe e.V.
Am 6. August 2017 wurde der Verein Freunde der Spielschiffe in Mutzschen gegründet, um die Geschichte der deutschen Spielschiffe weiter zu erkunden, bewahren und bekannt zu machen.

## Gedenkstätten
- Gedenktafel an der Friedhofsmauer für Opfer der Völkerschlacht von Leipzig. Die Verwundeten waren im Lazarett der Hubertusburg verstorben und wurden von Mutzschener Bauern in Massengräbern bestattet.
- Grabstätte mit Grabstein auf dem Friedhof zur Erinnerung an fünf unbekannte Häftlinge, die Opfer eines Todesmarsches vom Stalag VIII C aus Sagan in Richtung Grimma waren.

## Partnergemeinde
- Besigheim (Baden-Württemberg)